# Ратуша (Цюрих)

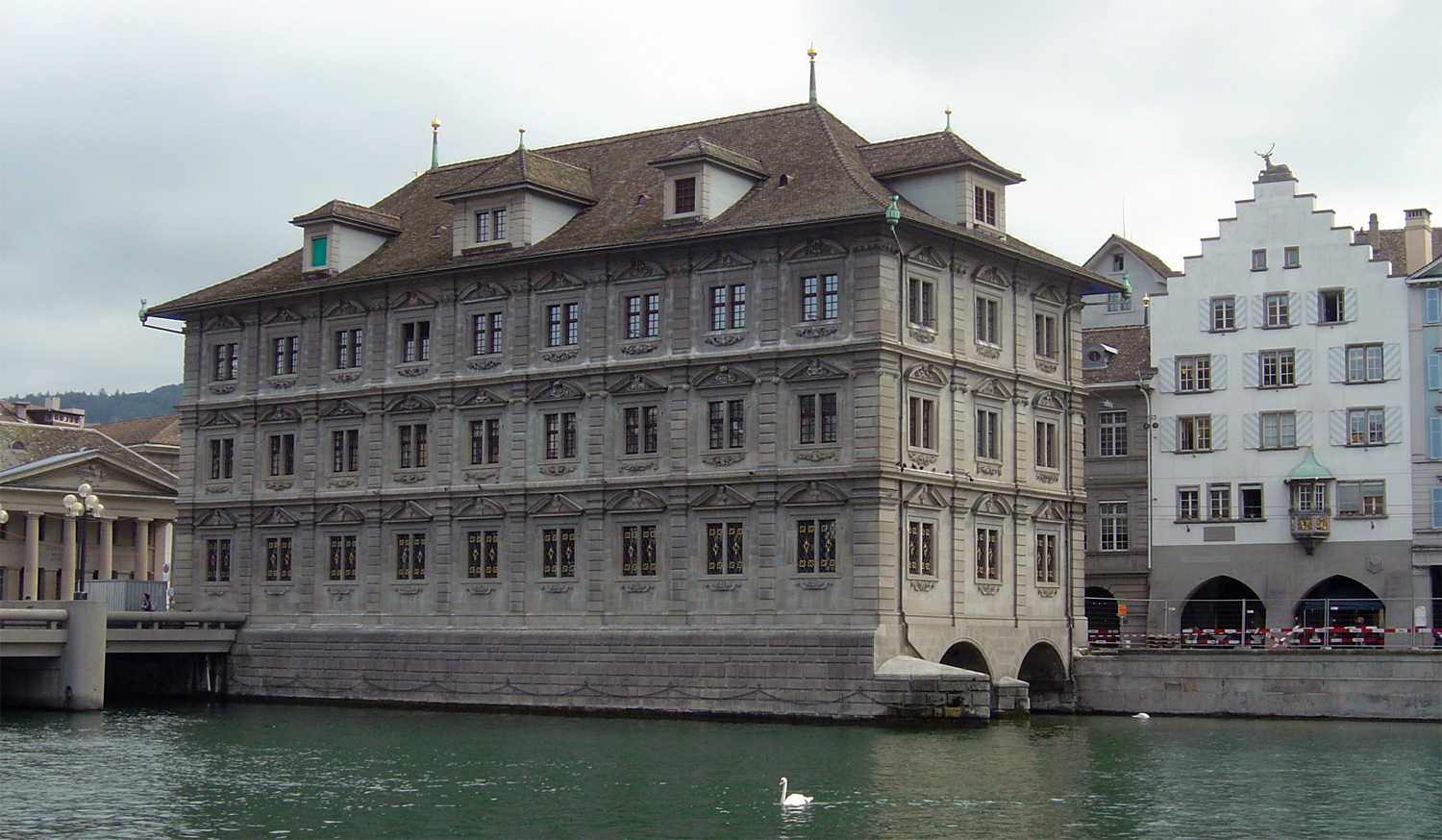
Ратуша Цюриха на берегу Лиммата, в которой сейчас размещается совет общины

Ра́туша Цюриха — старинное здание в стиле барокко, датируется 1694—1698 гг. Хорошо сохранился интерьер и фасад: роскошно декорированные потолки в банкетном зале и керамическая печь в зале заседаний. Ратуша — своего рода символ Цюриха, одна из основных его достопримечательностей. Уже более трёхсот лет она хранит память о самых выдающихся днях в истории Швейцарии.

## История
Здание служило органом власти Республики Цюрих до 1798 года. С 1803 года в здании собирается кантональный совет. Ратуша выходит фасадом на набережную Limmatquai на правом берегу реки Лиммат. С противоположным берегом здание соединяет широкий Ратушный мост, переходящий в площадь Вайнплатц, расположенную на месте древнего Турикума.
Ратушей также называют квартал в районе Альтштадт (Старый город). Это часть средневекового города на правой стороне Лиммат.

## Галерея

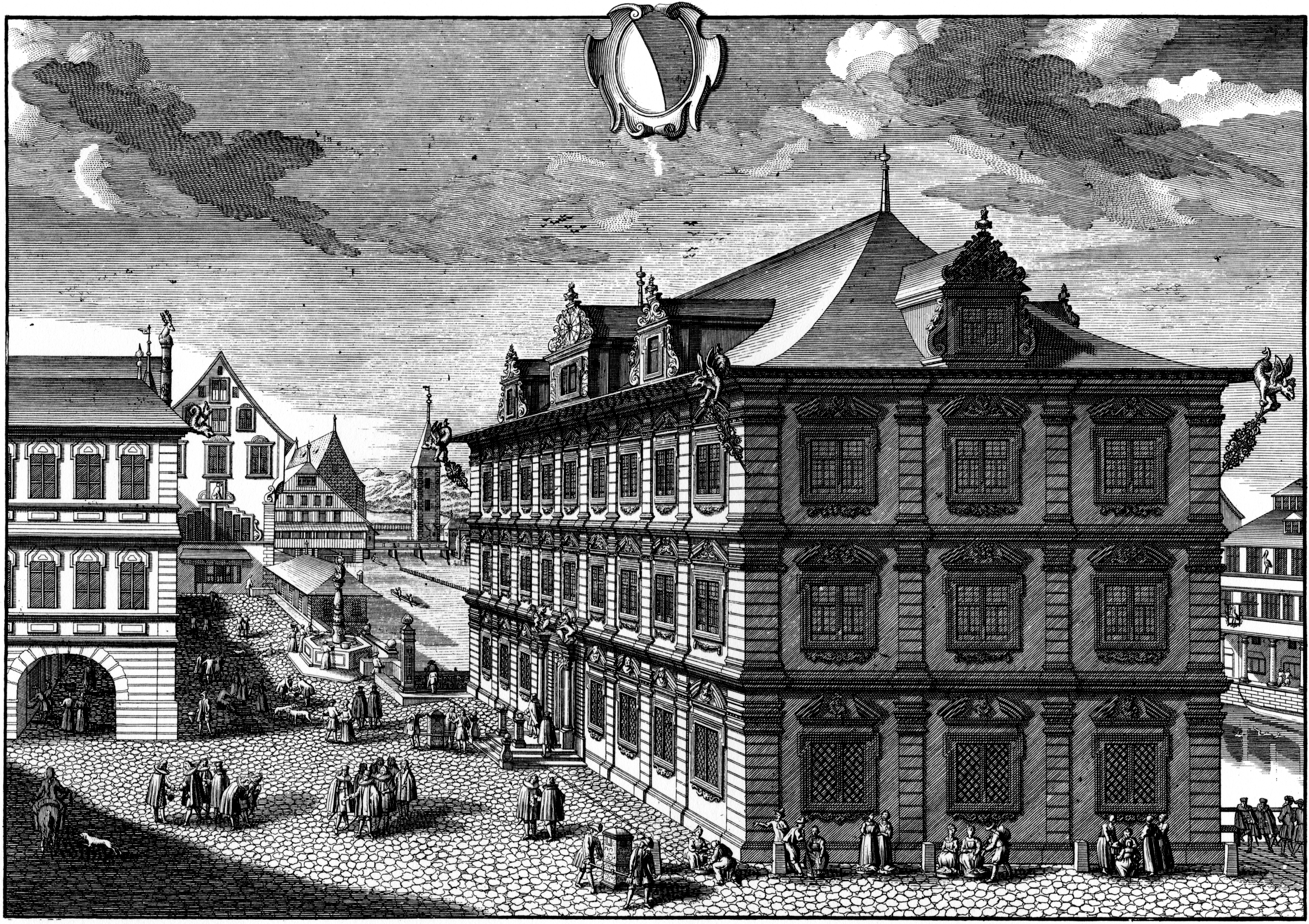
Зарисовка XVIII века. Северо-восточная сторона
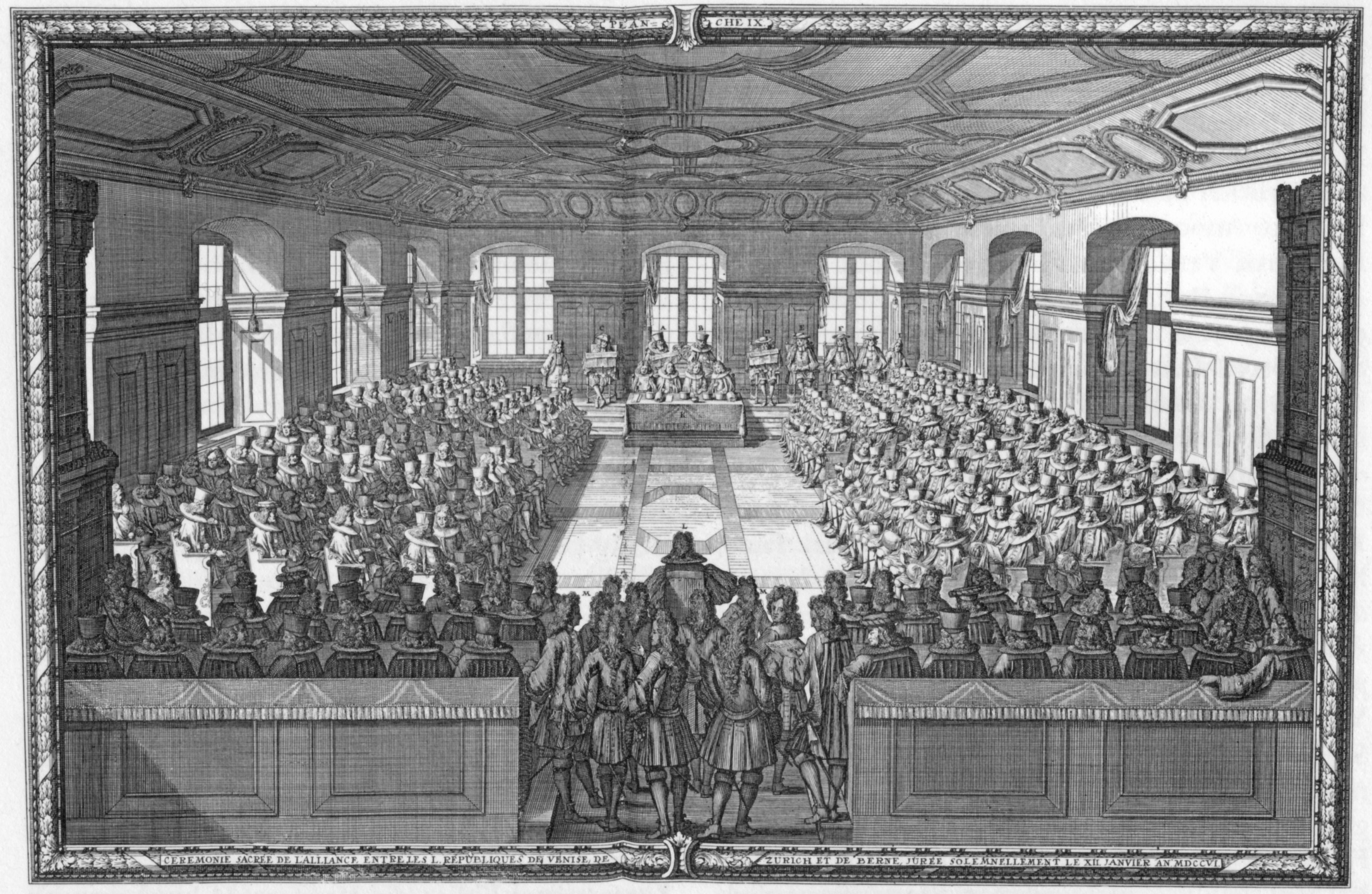
1706 — зал заседаний совета
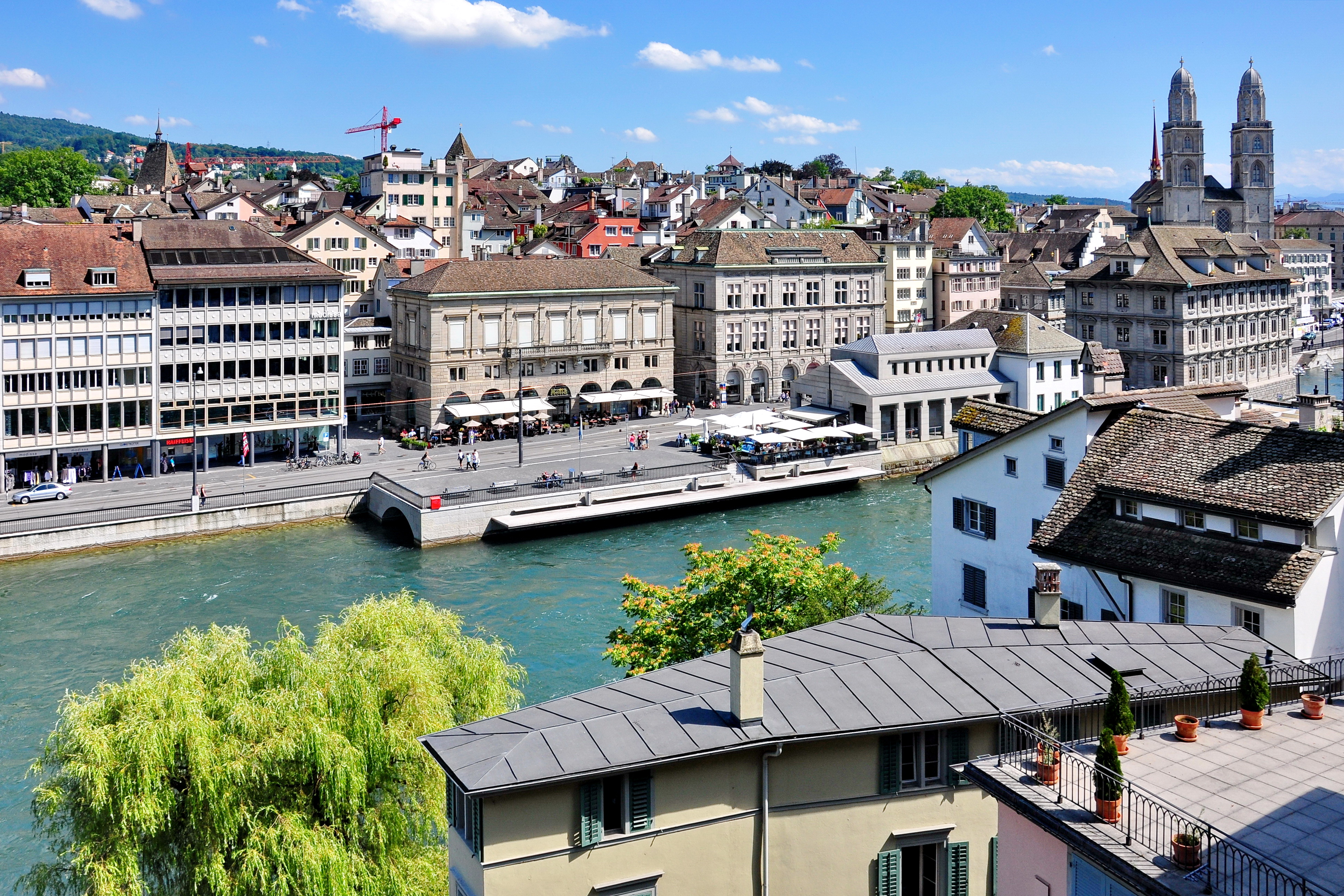
Ратуша (вид с Линденхофа)
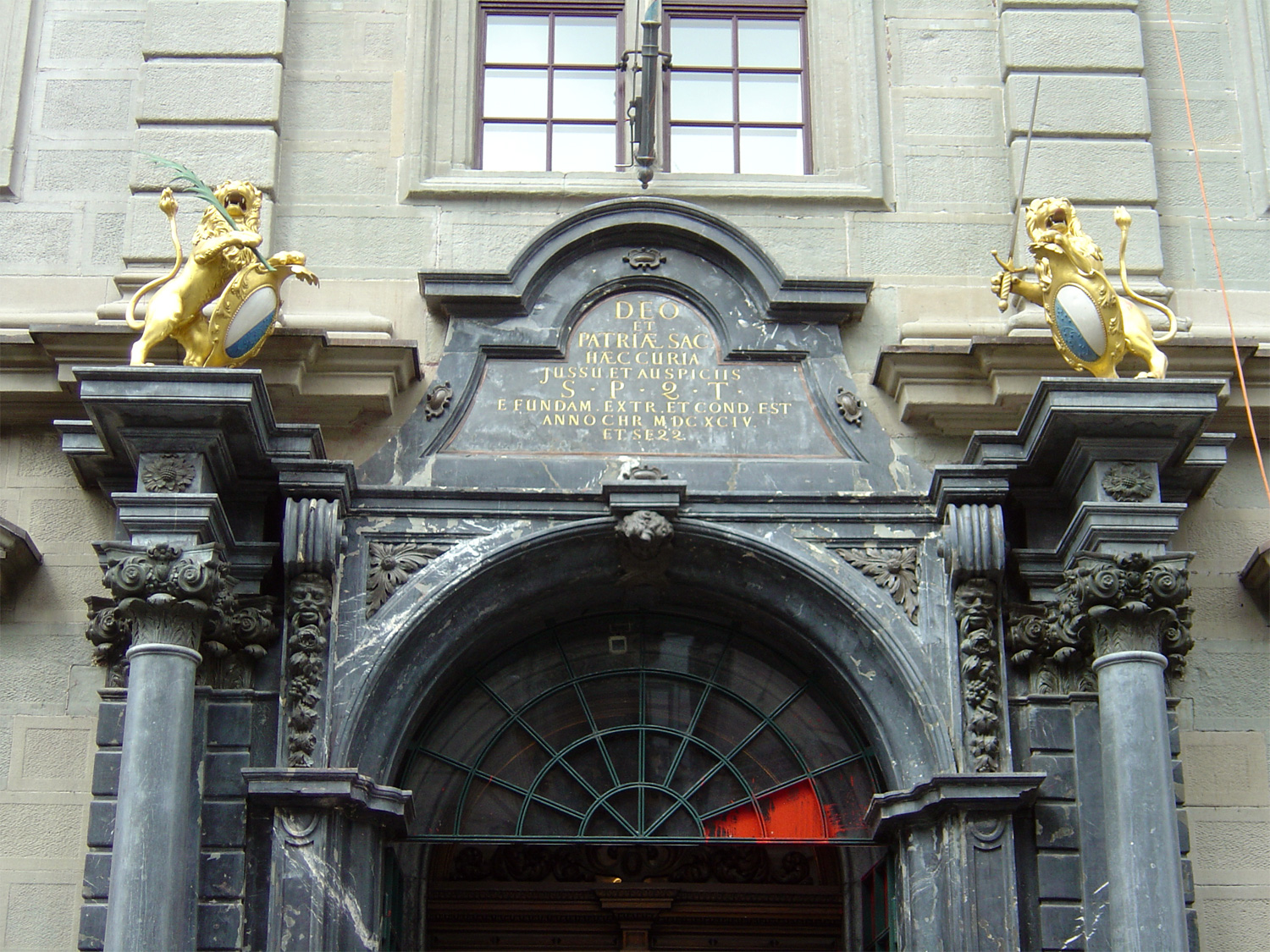
Ворота